# Tim van der Zanden
Tim van der Zanden (* 19. Juli 1984 in Delft) ist ein niederländischer Bahn- und Straßenradrennfahrer.
Tim van der Zanden wurde 2004 auf der Bahn niederländischer Vizemeister im Madison und auf der Straße wurde er Etappenzweiter beim Triptyque des Barrages. Im nächsten Jahr fuhr er für das Continental Team Eurogifts.com. Hier gewann er unter anderem die Tour de Monde. Im Jahr 2007 wechselte er zu Ubbink-Syntec. Ein Jahr später wurde Tim van der Zanden niederländischer Meister im Derny-Wettbewerb.

## Erfolge
2008
- Niederländischer Meister – Derny

## Teams
- 2005 Eurogifts.com
- 2006 ProComm-Van Hemert
- 2007 Ubbink-Syntec